# Le Solitaire (film, 1973)
Pour les articles homonymes, voir Le Solitaire.
Pour plus de détails, voir Fiche technique et Distribution.
Le Solitaire est un film français réalisé par Alain Brunet et sorti en 1973.

## Fiche technique
- Réalisation : Alain Brunet, assisté de Philippe Triboit
- Scénario : Jacques Brunet
- Dialogues : Jacques Brunet et Paul Hengge
- Photographie : Roland Dantigny
- Son : Michel Kharat et Daniel Cheret
- Musique : Claude Bolling
- Décors : Enrique Sonois
- Montage : Philippe Gosselet
- Production : François de Lannurien, Caro Films
- Date de sortie :
  -  France : 25 octobre 1973

## Distribution
- Hardy Krüger : Eric Lambrecht
- Raymond Pellegrin : Isnard, « Kepi-Blanc »
- Jean Lefebvre : Un gardien, « La Carlingue »
- Georges Géret : François Gosset
- Francis Blanche : Norbert
- Michel Duplaix

## Production
Le film est en partie tourné dans les Pyrénées-Orientales au Fort de Bellegarde, situé au Perthus,  en octobre 1972.